# Blanca Brisac Vázquez
Blanca Brisac Vázquez  (San Sebastián, 1910-Madrid, 5 de agosto de 1939) fue una pianista y costurera de profesión, fue una de Las Trece Rosas, mujeres españolas fusiladas el 5 de agosto de 1939 en las tapias exteriores del cementerio de la Almudena tras acabar la guerra civil, junto a 46 hombres. Fueron acusados de pertenecer a las Juventudes Socialistas Unificadas (JSU) o al Partido Comunista de España (PCE).

## Trayectoria
Brisac era la mayor de tres hermanas hijas de un francés judío que, tras haber sido propietario de una fábrica de paraguas en Bayona, se había afincado en San Sebastián al desertar del ejército francés durante la Primera Guerra Mundial. La familia se terminó trasladando a Madrid donde Brisac conoció a su esposo Enrique García Mazas.  Ambos tocaban en el cine Alcalá en la banda de música que acompañaba las películas mudas que se proyectaban en dicha sala. Ella tocaba el piano y él el violín. Tras casarse, él trabajó tocando el violín en un Café y ella ayudaba con la venta de labores que cosía en casa. Tuvieron dos hijos, la primogénita, Mercedes, que murió de pulmonía a los pocos meses de nacer y Enrique.
Brisac ingresó en la cárcel de Ventas el 24 de mayo de 1939. En el expediente núm. 30. 426, una testigo, menciona que en su domicilio se planeaba un intento de complot contra el general Franco el día del desfile en el primer Año de la Victoria; sin embargo, esta circunstancia, considerada hoy en día como incierta, fue descartada, no siendo acusada de ello. La delatora era cuñada de Juan Canepa, amigo de García Mazas. Ambos habían pertenecido al sindicato de profesores de orquesta. Al terminar la guerra civil, Canepa había pedido ayuda a su amigo ya que vivía de la caridad de unos vecinos. Fueron detenidos y, tras prestar declaración en la que negaban todos los cargos, ella, su marido, Esteban Dodignon y Domingo Cándido Luengo fueron trasladados a prisión, ellos a la cárcel de Yeserías y ella a la cárcel de mujeres de Ventas. Juan Canepa se había suicidado en los calabozos, según la versión oficial. El asesinato de Brisac, junto al de las otras Rosas y los Cuarenta y tres Claveles, es considerado como una represalia por el atentado que realizaron otros tres militantes de las JSU contra el Comandante de la Guardia Civil y miembro del Servicio de Información y Policía Militar franquista, Isaac Gabaldón, su hija y el conductor José Luis Díez Madrigal. Sin embargo, Brisac nunca fue acusada de ello, al no haber tenido ninguna de las rosas relación con dicho hecho, ya que estaban encarceladas al momento de suceder. Fue sentenciada a muerte porque resultó "probado que era miembro de las JSU y su esposo además del Partido Comunista y que habían intervenido en los trabajos de organización de actividades de la JSU".
La primera descarga dejó con vida a Blanca Brisac, que gritó pidiendo auxilio hasta que fue ejecutada con el tiro de gracia. Su marido había sido fusilado unas horas antes.